# Чемпіонат УСРР з футболу 1923
Чемпіонат УСРР з футболу 1923 року — третій чемпіонат УСРР з футболу, відбувся в Харкові у рамках 1-ї Всеукраїнської Спартакіяди, що тривала з 8 по 17 вересня, організатором якої стала Вища Рада Фізичної Культури УСРР та губернські й округові ради. Перший футбольний матч було зіграно 9 вересня:
У суботу у м. Харкові починається 1-ша Всеукраїнська Спартакіяда по всіх видах спорту, за виключенням водного спорту, по якому змагання провадитимуться в Київі.

## Передумови
Дванадцять збірних — учасників Спартакіади були розбиті на три групи за спортивним принципом. До першої групи увійшли півфіналісти минулорічних змагань — збірні Харкова, Одеси, Києва та Миколаєва. Другу групу склали футболісти Донбасу-1 (Дружківка), Катеринослава, Полтави, а також Криму. Третю групу сформували новачки подібних змагань — команди Волині (Житомир), Поділля (Вінниця), Чернігова та Донбасу-2 (Юзівка). На 9 вересня були заплановані такі матчі:
Сьогодня змагання… 17 г. 30 хв., майдан б. Саде — матч ІІ групи Катеринослав — Крим. 17 г. 30 хв., майдан ЦККСМУ, III група, Житомір — Поділля. 15 г., майдан Черв. залізничник, Вищі Школи — ВПШ Одеси. 17 г. 30 хв., теж. III група, Чернігів — Донбас 2-й.
Однак первісні плани сплутало неприбуття на Спартакіаду деяких команд, через що сітку турніру було скориговано:
Де-які міста ще не прибули, і через те змагання відбулися трохи мляво й не уявляли великого інтересу. Не прибули спортсмени Катеринославщини, Полтавщини, Київщини, як раз ті, що їх так нетерпляче чекали спортивні кола Харкова.
Врешті-решт, 10 вересня прибули катеринославці та полтавці.
У змаганнях Спартакіади учасники представляли свої краї, серед яких вівся залік (окремий залік вівся також серед військовослужбовців та партійних шкіл). У свідченнях преси спортсмени (з різних видів спорту) та команди вказувалися із зазначенням саме свого краю — Харків, Київ, Волинь, Поділля, Одеса, Донбас 1-й, Донбас 2-й, Полтава, Катеринослав, Чернігів.

## 3-тя група
З двох запланованих півфіналів третьої групи, було зіграно лише один матч:
Волинь — Поділля 2:1 на користь останнього. …Під час гри бек команди Житомира сам собі забив м'яч, а другого було забито командою Вінниці. …Лінія нападу команди Житомира, віднявши м'яч біля своїх воріт, довела його пасовкою до воріт Вінниці, куди й забила його.
Фінал третьої групи відбувся 11 вересня:
Матч між командами Донбасу (Юзівка) і Поділля (Винниця), що відбувся 11 вересня, закінчився наслідком 8:0, виграла перша команда. Вратарь команди Поділля увесь час дивував своїм невмінням обороняти, через що в другому хавтаймі він став на місце півоборони.
| Дата                | Команда 1 | Рахунок      | Команда 2 |
| ------------------- | --------- | ------------ | --------- |
| Півфінали 3-ї групи |           |              |           |
| 9 вересня 1923      | Волинь    | 1:2 (0:1)    | Поділля   |
| 9 вересня 1923      | Чернігів  | -:+ (неявка) | Донбас-2  |
| Фінал 3-ї групи     |           |              |           |
| 11 вересня 1923     | Донбас-2  | 8:0 (4:0)    | Поділля   |

## 2-га група
У другій групі замість запланованого на 9 вересня матчу між Катеринославом та Кримом, відбулася товариська гра Криму з Донбасом-1.
Красиву й живу картину уявляв з себе матч команд Крим — Донбас І (Дружківка), що закінчився наслідом 1:0 на користь останньої.
Півфінали в групі відбулися по прибутті Катеринославу та Полтави:
…З самого початку кримчаки стали насідати на ворота катеринославської команди і тільки чудова гра воротаря Макарова не раз рятувала ворота від голу. В решті-решт, напад катеринославців «розлютувавшись» забиває гол кримчакам, які хутко відповідають на нього, вбиваючи крім того ще 2. Наслідки гри 3:1 на користь Криму. …Взагалі наслідки несподівані.
Один зіграний матч Дружківка (Донбас 1-й) — Полтава закінчився наслідками 4:1 на користь першої. Поразку можна пояснити тим, що в Полтаві футбол поширений недавно і збірна не могла одержати такої техніки та класу, як стара команда Дружківки.
У фінальному матчі другої групи зустрілися футболісти Криму та Донбасу-1:
Фінальний матч 2-ї групи Крим — Донбас 1-й (Дружковка). Дві майже однакові по силах команди зустрілись у цьому дуже цікавому матчі. І дійсно, спочатку гра йшла однаково. …Накінець напад Дружківки, дуже добре зроблений. Забиває перший гол, а через короткий час і другий. Кримці роблять всі зусилля, щоб одквітати голи, але зустрічають добру оборону Дружковців і гра закінчується з попередніми наслідками. Таким чином, зборна футбольна Дружковська команда дістала перше місце в другій групі по футболу на Всеукрспартакіяді й коли вона також переможе побідницю 3-ї групи (Донбас 2-й Юзівка) то і чекає змагання на перше місце України з переможцем першої групи — Харковом. Матч відбудеться у неділю о 5 г. веч. на майдані б. Саде.
| Дата                | Команда 1 | Рахунок   | Команда 2    |
| ------------------- | --------- | --------- | ------------ |
| Товариська гра      |           |           |              |
| 9 вересня 1923      | Крим      | 0:1 (0:?) | Донбас-1     |
| Півфінали 2-ї групи |           |           |              |
| 10 вересня 1923     | Крим      | 3:1 (?:?) | Катеринослав |
| 11 вересня 1923     | Донбас-1  | 4:1 (?:?) | Полтава      |
| Фінал 2-ї групи     |           |           |              |
| 12—13 вересня 1923  | Крим      | 0:2 (0:?) | Донбас-1     |

## 1-ша група
У першій групі на змагання не з'явилися кияни та миколаївці: «Команда Миколаєва не брала участи в Всеукраїнській Спартакіяді з причину від'їзду до Москви на союзне змагання», тому єдиний проведений матч став одразу фіналом 1-ї групи:
Відбувся фінальний матч 1-ї групи футбольних команд Одеса — Харків. …Гра, надзвичайно жива, з натиском, скінчилася тим, що виграв Харків (1:0) при чому гол забитий був з штрафного удара і правильність його розбіратиметься в колегії суддів.
| Дата                | Команда 1 | Рахунок      | Команда 2 |
| ------------------- | --------- | ------------ | --------- |
| Півфінали 1-ї групи |           |              |           |
| Вересень 1923       | Харків    | +:− (неявка) | Миколаїв  |
| Вересень 1923       | Одеса     | +:− (неявка) | Київ      |
| Фінал 1-ї групи     |           |              |           |
| 11—12 вересня 1923  | Харків    | 1:0 (0:0)    | Одеса     |

На 47-й минуте (второго хавтайма) рефери присуждает Одессе пенальт. Пенальти бьёт Привалов. Голкипер Одессы Тапикин настороже. Свисток, шют, бросок голкипера — и мяч полетел мимо. Харькову нужна победа. Рефери, зная, что его решения безапеляционны, присуждает штрафной удар перебить. На этот раз бьёт пеналь Грушин, и Одесса получает гол. Это произошло на 49-й минуте.

Збірна Харкова вийшла до Фіналу Першості України, а одесити, самовільно залишивши поле, повернулися додому (хоча й подали протест). Однак, наслідки такого вчинку невдовзі «наздогнали» їх:
Ввиду неорганизованности и недисциплинированности Одесской футбольной команды, выразившейся в уходе с поля …, — дисквалифицировать капитана Одесской команды тов. Романа до 1 января 1925 г. …Игрокам Одесской команды: тт. Злочевскому, Когену, Зинкевичу и Типикину запретить выступление в междугородних матчах до 1-го августа 1924 года.

## Фінал 2-ї та 3-ї груп
Матч збірних Донбас 1-й (Дружківка) Донбас 2-й (Юзівка). Чудове видовище виявляє розставлення команд по полю. Всі як один стрункі і зручні, чудово одягнені грачі. І сили приблизно рівні; обі команди ввесь час змагаються за першенство по футболі Донбасу. На губерніяльних змаганнях, які відбулись не щодавно, перше місце з наслідком 1:0, зайняла Дружківка, а тому і прибула Всеукраїнську Спартакіяду під іменем Донбас 1-й і попала в 2-гу групу футбольних команд. Юзівка змагалася під іменем Донбас 2-й і попала в 3-ю групу. Обі команди досягли першенства в своїх групах і вчора зустрілись у фіналі. …У другому дружківці втратили одного грача, що незручно впав і побився. …Розумно обдумана комбінація, сильний «шут» центру й….м'яч «пришитий» до сітки дружківців; матч закінчився перемогою юзівців — 1:0. …Загальне враження з цього матча дуже гарне.
| Дата            | Команда 1 | Рахунок   | Команда 2 |
| --------------- | --------- | --------- | --------- |
| 15 вересня 1923 | Донбас-1  | 0:1 (0:0) | Донбас-2  |

Друга збірна Донбасу (юзівці) виходить до фіналу Першості, а перша збірна Донбасу (дружківці) — посідає третє місце:
Всеукраинская Спартакиада закончена 17 сентября. Команды Донбасса оказались не на последнем месте: Юзовская футбольная команда «1-ая Спортивная» выиграла второе место — серебряный кубок. Дружковская футбольная команда выиграла третье место — серебряный переходной кубок.

## Фінал
Фінал першості УСРР відбувся 16 вересня 1923 року і завершився з нічийним рахунком 1:1.
Фінальний матч на першенство України (Харків — Донбас). Вся публіка, а також і самі футболісти, були цілком певні, що переможуть харківці. …Але вийшло інакше. Харківці через свою недбайливість, гадаючи, що й цей раз переможуть як одеську зборну, виставили незвичайний свій склад. Напад з боку харківців вів Кротов. На місці-ж Кротова у центрі півоборони був Фомін В. Решта харківців, а також зборна юзовськ — без змін. …З початку обидві команди грали мляво. Накінець лівий інсайт юзовської збірної, ведучи енергійно мяч, прорвав лінію півоборони. Хав-беки ніяк не могли його наздогнати і він, користуючись цим, обводить оборону і, борючись втратити мяч, здалека б'є в ворота. Воротарь Норов не бачучи можливости гола не звернув увагу на затримку мяча і останній на 20-й хвилі. З початку гри був у воротях. Тільки після 1-ого гола почалась «серйозна» гра. Харківці насіли на ворота юзовців, на 25-й хв. бек юзовців робить штрафний удар, йому б'ют «пенальт» і забивають гол. Перший хавтайм цим і закінчується. Під час другого вся гра провадиться в воротах юзовців, але завдяки дуже добрій гри головного воротаря другим хавтайм і навіть додаткові 15 хвилин не дають певних наслідків і матч закінчується нінакомки (1:1). …Щоб виявити, хто-ж перша команда України, відбудеться між цими командами матч-реванш.

За тогочасними правилами у випадку нічиєї призначалася повторна зустріч на наступний день:
Реванш Харків — Донбас. Харківці, що ледве не програли першенства України, зрозуміли, що виграти можна тільки при старанній грі. Матч-реванш харківці тепер вели ріжними комбінованими нападами й показали, що Харківська Збірна Комбінована Команда ще не втратила свій клас гри. …На п'ятій хвилині Казаків (лівий край) вбиває перший м'яч, після чого в найкоротчій час забиває ще 2 гола. Майже перед самим кінцем гри юзовцям вдається пройти з нападом і через недогляд оборони харківчан, легко вбити гол, чим перший хавтайм і закінчується. …За кілька хвилин до кінця, Харківці, ведучи енергийний напад, вбивають підряд ще два гола, чим гра й кінчається.
| Дата            | Команда 1 | Рахунок                  | Команда 2 |
| --------------- | --------- | ------------------------ | --------- |
| 16 вересня 1923 | Харків    | 1:1 (1:1, 0:0, 0:0 д.ч.) | Донбас-2  |
| 17 вересня 1923 | Харків    | 5:1 (3:1)                | Донбас-2  |

Таким чином, чемпіоном республіки втретє поспіль стала команда Харкова.
Склад Збірної Харкова: воротар — Роман Норов («Штурм»); захисники — Сергій Грушин, Костянтин Фомін (обидва — К. Ф.К. П.); півзахисники — Іван Привалов, Микола Кротов (обидва — «Штурм»), Володимир Фомін (К. Ф.К. П.), Микола Капустін («Штурм»); нападники — Микола Казаков, Яків Алфьоров (обидва — «Штурм»), Олександр Шпаковський (К. Ф.К. П.), Іван Натаров, Валентин Левін (обидва — «Штурм»).

## Підсумкова таблиця
| М | Команда      | І | В | Н | П | РМ   | О |
| - | ------------ | - | - | - | - | ---- | - |
|   | Харків       | 3 | 2 | 1 | 0 | 7−2  | 5 |
|   | Донбас-2     | 4 | 2 | 1 | 1 | 11−6 | 5 |
|   | Донбас-1     | 3 | 2 | 0 | 1 | 6−2  | 4 |
| 4 | Одеса        | 1 | 0 | 0 | 1 | 0−1  | 0 |
| 5 | Крим         | 2 | 1 | 0 | 1 | 3−3  | 2 |
| 6 | Катеринослав | 1 | 0 | 0 | 1 | 1−3  | 0 |
| 6 | Полтава      | 1 | 0 | 0 | 1 | 1−4  | 0 |
| 8 | Поділля      | 2 | 1 | 0 | 1 | 2−9  | 2 |
| 9 | Волинь       | 1 | 0 | 0 | 1 | 1−2  | 0 |
| - | Київ         | 0 | 0 | 0 | 0 | 0−0  | 0 |
| - | Миколаїв     | 0 | 0 | 0 | 0 | 0−0  | 0 |
| - | Чернігів     | 0 | 0 | 0 | 0 | 0−0  | 0 |